# Armistead Thomson Mason

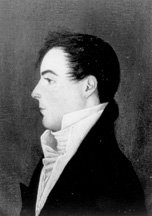
Armistead Thomson Mason

Armistead Thomson Mason (* 4. August 1787 im Louisa County, Virginia; † 6. Februar 1819 in Maryland) war ein US-Senator von 1816 bis 1817.

## Werdegang
Armistead Thomson Mason, Sohn von Stevens Thomson Mason, promovierte 1807 auf dem College of William and Mary und beschäftigte sich danach auf dem Gebiet der Landwirtschaft, bis er zum Oberst der Virginia Volunteers in Britisch-Amerikanischen Krieg 1812 wurde. Im Laufe dieses Krieges wurde er Brigadegeneral der Virginia-Miliz.
Er wurde als Mitglied der Demokratisch-Republikanischen Partei in den US-Senat gewählt, um die offene Stelle zu schließen, die durch den Rücktritt von William Branch Giles entstand. Mason bekleidete dieses Amt von 3. Januar 1816 bis 3. März 1817.
Danach zog er nach Loudoun County und kandidierte 1816 erfolglos für den 15. Kongress der Vereinigten Staaten. Dieser Wahlkampf bitteren Geschmacks veranlasste ihn zu mehreren Duellen. Sein letztes Duell führte er mit seinem Schwager John Mason McCarty in Maryland, nahe Washington, wo er seinen Tod fand.